# Moiré des Grisons
Pour les articles homonymes, voir Moiré.
Erebia flavofasciata
Espèce
Statut de conservation UICN

 NT  : Quasi menacé
Le Moiré des Grisons (Erebia flavofasciata) est un lépidoptère appartenant à la famille des Nymphalidae, à la sous-famille des Satyrinae et au genre Erebia.

## Dénomination
Erebia flavofasciata a été nommé par Heyne en 1895.

### Noms vernaculaires
Le Moiré des Grisons se nomme Yellow-banded Ringlet  en anglais.

## Description
Le Moiré des Grisons est un petit papillon, d'une envergure de 20 mm, marron foncé avec une bande postmédiane orange à points noirs chez le mâle, marron clair avec des macules postmédianes jaunes chez la femelle, avec aussi les points noirs.
Le revers est marron avec large bande postmédiane jaune ornée de points noirs caractéristiques

### Chenille et chrysalide
Les œufs pondus séparément sont jaune.
La chenille est jaunâtre à tête marron.
La chrysalide est marron.

## Biologie

### Période de vol et hivernation
La chenille hiverne durant deux hivers.
Le Moiré des Grisons vole de juin à août.

### Plantes hôtes
La plante hôte de ses chenilles est une fétuque, Festuca ovina,.

## Écologie et distribution
Il est présent dans une partie des Alpes, les montagnes du sud de la Suisse et du nord de l'Italie, dans le Tessin et les Grisons .

### Biotope
Il réside dans les prairies alpines au-dessus de 1800 mètres.

### Protection
Endémique en Suisse, il y est considéré comme en danger.